# Ritmo di Euclide
Il Ritmo di Euclide, in musica, è stato scoperto da Godfried Toussaint nel 2004 e descritto in un documento del 2005 intitolato "The Euclidean Algorithm Generates Traditional Musical Rhythms", ovvero "L'algoritmo euclideo genera ritmi musicali tradizionali".
Il massimo comun divisore di due numeri è utilizzato ritmicamente per dare il numero di beat e silenzi (assenza sonora) e generare quasi tutti i più importanti ritmi della musica tradizionale e della World Music (eccetto la musica indiana).

## Progetti open-source
Tra i progetti open source che generano tali ritmi vi sono Midipal, Grids (Mutable Instruments), Stoicheia e Ruin (RebelTech).